# Proch czarny

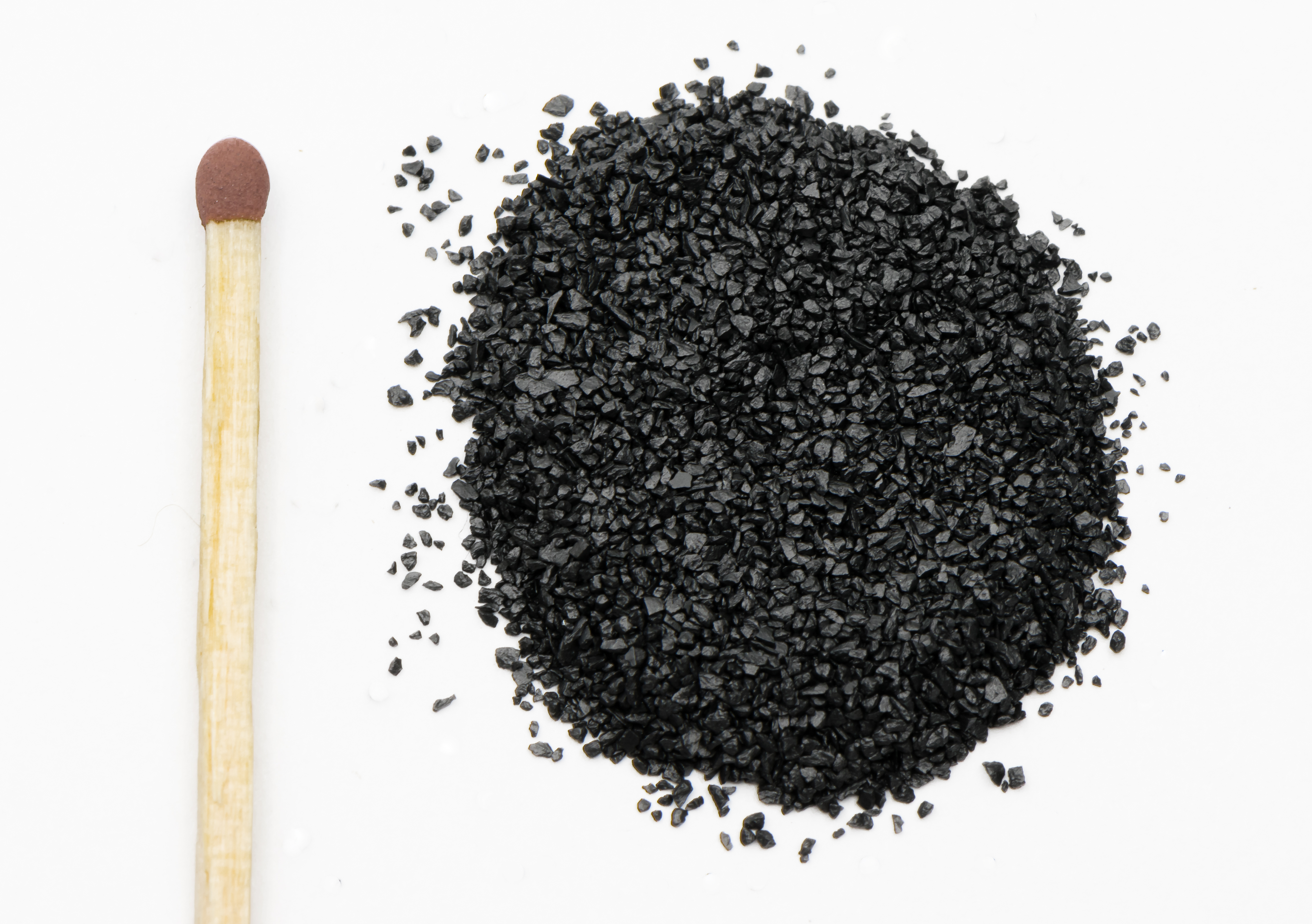
Czarny proch o granulacji 0,5mm-0,8mm (odpowiednik FFF)

Czarny proch – rodzaj prochu wynaleziony w Chinach w IX wieku, będący praktycznie jedyną znaną mieszaniną pirotechniczną miotającą aż do połowy XIX wieku. Dzisiaj został już prawie całkowicie wyparty przez bardziej efektywne materiały, takie jak proch bezdymny. Proch czarny był też używany w roli kruszącego materiału wybuchowego – obecnie też jest wyparty z tych zastosowań, np. przez trotyl. Cały czas jest jednak wytwarzany, używa się go obecnie głównie w sztucznych ogniach, silnikach rakiet modelarskich oraz replikach broni czarnoprochowej (broń odprzodowa i odtylcowa).

## Opis
| Proch czarny                   | Proch czarny      |
| ------------------------------ | ----------------- |
| Rok wynalezienia               | ok. 800           |
| Energia wybuchu                | 2,8 MJ/kg         |
| Zdolność krusząca              | 30 cm³ Pb na 10 g |
| Maksimum ciśnienia deflagracji | brak danych       |
| Prędkość deflagracji           | 0,4 km/s          |
| Gęstość odpowiadająca Vdef     | 1,1 g/cm³         |
| Temperatura deflagracji        | brak danych       |
| Wrażliwość na uderzenie        | średnia           |
| Objętość produktów gazowych    | 280 dm³/kg        |
| Temperatura podczas wybuchu    | 2200 °C           |

Proch czarny składa się ze zmielonych na pył składników: siarki, węgla drzewnego i azotanu potasu (saletry potasowej, KNO3).
Proste, często przytaczane równanie reakcji spalania prochu czarnego:
2 KNO3 + S + 3 C → K2S + N2↑ + 3 CO2↑
jest obecnie uważane za niepoprawne.
Właściwszym zapisem, ciągle jednak uproszczonym, jest:
10 KNO3 + 3 S + 8 C → 2 K2CO3 + 3 K2SO4 + 6 CO2↑ + 5 N2↑
Produkty spalania nie mogą jednak zostać odwzorowane przez żaden prosty wzór. Badania wskazały, że powstaje:
55,91% produktów stałych: węglan potasu, siarczan potasu, siarczek potasu, siarka, azotan potasu, węgiel, węglan amonu;
42,98% produktów gazowych: dwutlenek węgla, azot, tlenek węgla, siarkowodór, wodór, metan;
1,11% wody.
Ustalenie równania reakcji spalania czarnego prochu odpowiadającego każdej takiej reakcji jest niemożliwe, co jest związane z różnym składem chemicznym użytego węgla drzewnego. Zależy on bowiem od wielu czynników, takich jak gatunek drewna użytego do wypalania, czas i temperatura jego wypalania. Zapis węgla w równaniu reakcji odpowiada poza czystym węglem zanieczyszczeniom pozostałym po suchej destylacji.
Optymalne proporcje (wagowo) prochu to: 74,64% saletry, 13,51% węgla drzewnego i 11,85% siarki. Obecnie w pirotechnice stosuje się 75% azotanu potasu, 15% węgla drzewnego z lekkiego drewna i 10% siarki.
Najmocniejszy proch powstaje ze zmielonego na pył węgla drzewnego. Uznaje się, że najlepszym drewnem do uzyskania tego węgla jest szakłak, jednak inne, np. balsa lub wierzba również są używane. Składniki są mieszane najdokładniej jak to możliwe. W celu podwyższenia bezpieczeństwa na początkowym etapie produkcji prochu często prowadzi się osobne rozdrabnianie mieszanin (tzw. binerów) saletry z siarką oraz siarki z węglem drzewnym. Po zmieszaniu składników do ostatecznego rozdrabniania używa się młynów kulowych z nieiskrzących elementów lub podobnych narzędzi.
Proch czarny jest często granulowany, aby polepszyć jego spalanie. Granulowanie to proces, w którym najpierw prasuje się proch w kawałki o takiej samej gęstości (1,7 g/cm³). Kawałki łamie się potem na granulat. Ziarna prochu są potem sortowane, co daje kilka jego klas. Standardowe ziarna prochu zaczynają się od klasy Fg, bardzo grubej, używanej m.in. w karabinach wojskowych, strzelbach o dużym kalibrze i małych armatach, poprzez FFg (bronie średnio i małokalibrowe), FFFg (pistolety), i FFFFg (małokalibrowe, krótkie pistolety i panewki w zamkach skałkowych). Bardzo gruby proch był używany w kopalniach przed wdrożeniem nitrogliceryny i dynamitu: pierwsze znane zastosowanie czarnego prochu do prac strzelniczych w podziemiach kopalni miało miejsce w Bańskiej Szczawnicy (dzisiejsza Słowacja) w 1627 r.

## Historia

Efekt użycia w artylerii prochu czarnego (dymnego)

Proch czarny wynaleziono w Chinach w IX wieku, w okresie późnej dynastii Tang (618–907 r.). Wynalazku prawdopodobnie dokonali przypadkowo alchemicy taoistyczni poszukujący eliksiru nieśmiertelności. Pierwsze zapiski na temat prochu wyglądają na ostrzeżenia w tekstach alchemicznych, aby nie mieszać składników prochu razem. Wczesne przepisy zawierały wzmianki o dodawaniu niepalnych materiałów. W naukowych kręgach ówczesnej Europy część badaczy przypisywała wynalezienie prochu Europejczykom. Dużą popularnością cieszą się historie o tajemniczym wynalazcy. Na początku XV wieku w kronikach pojawia się postać Bertholda Schwarza, mnicha i alchemika, który miał wymyślić proch czarny. Zaś uczony angielski zakonnik Roger Bacon podaje recepturę prochu oraz omawia możliwe jej użycie w walce w dziele z ok. 1267 roku. W 1275 roku wywodzący się z terenów niemieckich Albert Wielki również podaje recepturę prochu. Z kolei z 1300 roku pochodzi zbiór recept alchemicznych przypisywanych fikcyjnemu Markowi Grekowi (Marcus Graecus). Problemem jest fakt, że wszystkie wzmianki o prochu czarnym zostały odnotowane w Europie znacznie później niż pierwsze przypadki jego militarnego zastosowania. Przypuszcza się jednak, że te receptury czarnego prochu nie zostały opracowane samodzielnie przez zakonników i opierają się na przepisach, które pochodzą ze znacznie dawniejszych źródeł. 
Na przełomie X i XI wieku proch o niskiej zawartości saletry zaczęto najprawdopodobniej używać w celach militarnych w pociskach zapalających wystrzeliwanych z machin miotających. W księdze Wujing Zongyao z połowy XI w. znajdują się przepisy na bomby wybuchowe, zapalające i trujące; podaje ona przepis na mieszaninę saletry, siarki, żywic i olejów, w której przybliżone proporcje saletry, siarki i węgla wynoszą ok. 50% - 26% - 24%. Mieszanina taka miałaby zdolność gwałtownego spalania, ale nie detonacji. Mieszanki prochowe dające strumień ognia wykorzystano do budowy przenośnych miotaczy ognia – lanc ognistych, w których stopniowo używano coraz więcej drobnych pocisków (np. fragmentów porcelany), które wyrzucane przez gorące gazy miały dodatkowe działanie rażące. Na pewno przed 1350 rokiem, a być może już z początkiem XIII w. zaczęto wykorzystywać do konstrukcji lanc rur metalowych. Następnie ulepszenie ich konstrukcji przez wzmocnienie lufy i ściślejsze dopasowanie do niej pocisku, doprowadziło do powstania broni palnej. Do powszechnego zastosowania w wojskowości wszedł jednak dopiero w drugiej połowie XV wieku.
Obecnie w Polsce proch czarny jest produkowany w fabryce w Mąkolnie, która jest jedną z najstarszych czynnych fabryk prochu czarnego na świecie